# 낫과 망치

낫과 망치

낫과 망치(영어: Hammer and sickle, ☭)는 공산주의와 공산당, 공산주의 국가를 상징하는 기호이다. 이 기호에서 낫은 농민을, 망치는 무산계급 노동자를 상징한다.
이 기호는 붉은 별과 함께 소비에트 사회주의 공화국 연방의 국기에 사용되었으며 다른 공산주의 국가의 국기에도 많이 사용되었다.

## 소비에트 연방
소비에트 연방은 국기를 "낫과 망치가 그려진 붉은 깃발"로 정했으며 국장은 "지구 위에 그려진 낫과 망치"로 정했다.

소비에트 연방의 국기
소비에트 연방의 국장

## 기타 국가

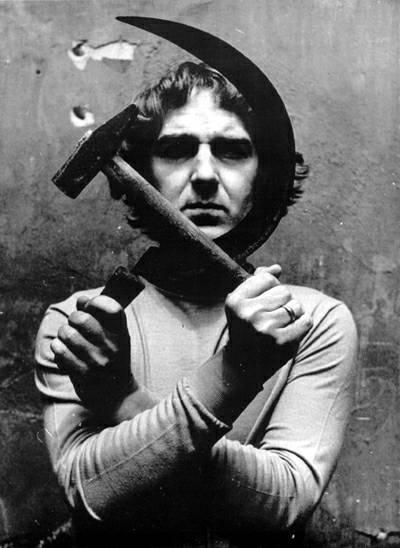
낫과 망치를 들고 있는 남성

소비에트 사회주의 공화국 연방이 아닌 공산당 일당제 국가에서는 "낫과 망치"를 당 깃발로하여 "낫과 망치" 이외의 디자인을 국기로 하는 국가도 있다. 중화인민공화국(국기: 오성홍기)와 루마니아 인민 공화국 (국기: 삼색기 가운데에 붉은 별과 국장), 조선민주주의인민공화국의 인민공화국기가 예제에 해당한다.

## 금지 운동
소비에트 연방과 공산당 지배에 억압되어 온 발트 삼국와 동유럽에서는 "낫과 망치"에 대한 혐오 정서도 강하다. 소비에트 연방 붕괴 이후 (1991년 이후) 동유럽 국가 가운데 소비에트 연방과 공산주의의 표장인 "낫과 망치"를 금지하는 나라도 있다.
1993년 헝가리, 2007년 에스토니아, 2008년 리투아니아과 라트비아, 2009년 폴란드가 각각 공산주의를 상징하는 "낫과 망치"의 사용을 금지하였다.

## 같이 보기
- 소비에트 연방의 국기
- 오성홍기(중화인민공화국)
- 인공기(조선민주주의인민공화국)
- 붉은 별
- 적기